# Titan (San Marinees motorfietsmerk)
Titan is een historisch merk van motorfietsen.
De bedrijfsnaam was: Motorcycles Titan, Serravalle.
Dit was een merk van Curio Rinaldini en Gianfranco Mularoni uit San Marino dat in 1975 begon met de productie van 49cc-modellen en 122- en 247cc-terreinmotoren.